# Đa diện
| Tứ diện đều |                   |
|             |                   |
|             | Lăng trụ bát diện |

Hình đa diện gồm một số hữu hạn đa giác phẳng thỏa mãn hai điều kiện:
a) Hai đa giác bất kì hoặc không có điểm chung, hoặc có một đỉnh chung, hoặc có một cạnh chung.
b) Mỗi cạnh của một đa giác là cạnh chung của đúng hai đa giác.
Hình đa diện chia không gian thành hai phần (phần bên trong và phần bên ngoài). Hình đa diện cùng với phần bên trong của nó gọi là khối đa diện.
- Nếu theo định nghĩa trên thì hình gồm 1 hình hộp và 1 tứ diện có chung nhau 1 đỉnh (hoặc các hình tương tự) là 1 hình đa diện (vì nó thỏa mãn cả hai tính chất trong định nghĩa). Để giới hạn những hình tương tự như thế, ta cần thêm 1 tính chất: Chọn 2 mặt bất kỳ S(1) và S(n), luôn tìm được 1 dãy n mặt từ S(1) đến S(n) sao cho 2 mặt S(i) và S(i+1) có chung 1 cạnh (với mọi i thỏa 1 <= i < n)

2. Mỗi khối đa diện có thể phân chia được thành những khối tứ diện.
Số cạnh của hình đa diện luôn lớn hơn hoặc bằng 6

## Lịch sử

### Tiền sử
Khối đa diện xuất hiện trong các dạng kiến trúc sơ khai như hình khối và hình khối, với các kim tự tháp bốn mặt sớm nhất của Ai Cập cổ đại cũng có niên đại từ thời kỳ đồ đá.
Người Etruscan đi trước người Hy Lạp trong nhận thức của họ về ít nhất một số khối đa diện đều, bằng chứng là việc phát hiện ra khối khối đa diện Etruscan làm bằng đá xà phòng trên Monte Loffa. Mặt của nó được đánh dấu bằng các thiết kế khác nhau, gợi ý cho một số học giả rằng nó có thể đã được sử dụng như một khối xúc xắc.
Nền văn minh hy lạp
Những ghi chép bằng văn bản sớm nhất được biết đến về những hình dạng này đến từ các tác giả Hy Lạp Cổ điển, những người cũng đưa ra mô tả toán học đầu tiên được biết đến về chúng. Những người Hy Lạp trước đó chủ yếu quan tâm đến khối đa diện đều lồi, được gọi là khối rắn Platonic. Pythagoras biết ít nhất ba trong số chúng, và Theaetetus (khoảng năm 417 trước Công nguyên) đã mô tả cả năm. Cuối cùng, Euclid đã mô tả cấu trúc của chúng trong cuốn sách "Elements" của chính mình. Sau đó, Archimedes mở rộng nghiên cứu của mình sang khối đa diện lồi mà bây giờ mang tên của anh ấy. Tác phẩm ban đầu của anh ấy đã bị mất và chất rắn của anh ấy đến với chúng ta thông qua Pappus.
Trung Quốc
Xúc xắc chơi game hình khối ở Trung Quốc đã có từ năm 600 trước Công nguyên
Vào năm 236 sau Công Nguyên, Lưu Huy đã mô tả sự phân tách khối lập phương thành tứ diện đặc trưng (orthoscheme) và các chất rắn liên quan, sử dụng các tập hợp các chất rắn này làm cơ sở để tính toán khối lượng trái đất sẽ di chuyển trong quá trình khai quật kỹ thuật.
Nền văn minh Hồi giáo
Sau khi kết thúc thời kỳ Cổ điển, các học giả trong nền văn minh Hồi giáo tiếp tục nâng cao kiến thức Hy Lạp.
Học giả Thābit ibn Qurra ở thế kỷ thứ 9 đã đưa ra các công thức tính thể tích của các khối đa diện như hình chóp cụt.
Sau đó vào thế kỷ thứ 10, Abu al-Wafa' Buzjani đã mô tả khối đa diện hình cầu lồi và hình bán nguyệt.

### Phục hưng
Cũng như các lĩnh vực khác của tư tưởng Hy Lạp được các học giả Hồi giáo duy trì và nâng cao, mối quan tâm của phương Tây đối với khối đa diện đã hồi sinh trong thời kỳ Phục hưng của Ý. Các nghệ sĩ đã xây dựng các khối đa diện bằng xương, mô tả chúng từ cuộc sống như một phần của cuộc điều tra về quan điểm của họ. Một số xuất hiện trong các tấm gỗ cẩm thạch của thời kỳ này. Piero della Francesca đã đưa ra mô tả bằng văn bản đầu tiên về việc xây dựng hình học trực tiếp của các hình chiếu phối cảnh như vậy của các khối đa diện. Leonardo da Vinci đã tạo ra các mô hình xương của một số khối đa diện và vẽ các hình minh họa về chúng cho một cuốn sách của Luca Pacioli. Một bức tranh của một nghệ sĩ vô danh của Pacioli và một học sinh mô tả một khối hình thoi bằng thủy tinh chứa một nửa nước.
Khi thời kỳ Phục hưng lan rộng ra ngoài nước Ý, các nghệ sĩ sau này như Wenzel Jamnitzer, Albrecht Dürer và những người khác cũng đã khắc họa các khối đa diện với nhiều loại khác nhau, nhiều người trong số họ là tiểu thuyết, bằng các bản khắc giàu trí tưởng tượng.

### Hình đa diện hình sao
Trong gần 2.000 năm, khái niệm về một khối đa diện như một vật rắn lồi vẫn được các nhà toán học Hy Lạp cổ đại phát triển.
Trong thời kỳ Phục hưng các dạng sao đã được phát hiện. Một bức tượng tarsia bằng đá cẩm thạch ở sàn của Vương cung thánh đường Thánh sử Máccô, Venice, mô tả một khối hai mặt bằng đá. Các nghệ sĩ như Wenzel Jamnitzer rất thích thú khi mô tả các hình thức giống ngôi sao mới lạ với mức độ phức tạp ngày càng tăng.
Johannes Kepler (1571–1630) đã sử dụng các đa giác sao, điển hình là các ngôi sao năm cánh, để xây dựng các khối đa diện sao. Một số trong số những hình này có thể đã được phát hiện trước thời của Kepler, nhưng ông là người đầu tiên nhận ra rằng chúng có thể được coi là "thông thường" nếu người ta loại bỏ hạn chế rằng khối đa diện đều phải lồi. Sau đó, Louis Poinsot nhận ra rằng các hình vẽ đỉnh sao (các mạch xung quanh mỗi góc) cũng có thể được sử dụng, và phát hiện ra hai hình đa diện sao đều đặn còn lại. Cauchy đã chứng minh danh sách của Poinsot đã hoàn chỉnh, và Cayley đã đặt cho họ những cái tên tiếng Anh được chấp nhận của họ: (Kepler's) khối mười hai mặt được mạ nhỏ và khối mười hai được mạ vàng lớn, và (của Poinsot)icosahedron lớn và khối dodecahedron lớn. Gọi chung chúng được gọi là khối đa diện Kepler-Poinsot.
Kepler-Poinsot polyhedra có thể được xây dựng từ chất rắn Platon bằng một quá trình gọi là stellation. Hầu hết các bản sao không thường xuyên. Nghiên cứu về các hình mẫu của chất rắn Platonic đã được HSM Coxeter và những người khác thúc đẩy vào năm 1938, với bài báo nổi tiếng hiện nay là "The Fifty-Nine Icosahedra".
Quá trình tương hỗ đối với sự tạo thành được gọi là quá trình ghép mặt (hoặc ghép mặt). Mọi cách viết của một đa giác là kép, hoặc tương hỗ, đối với một số khía cạnh của đa hình kép. Khối đa diện hình sao thông thường cũng có thể thu được bằng cách tiếp xúc với chất rắn Platonic. Bridge (1974) đã liệt kê các mặt đơn giản hơn của khối mười hai mặt, và chuyển đổi qua lại chúng để phát hiện ra một tên của khối icosahedron bị thiếu trong tập hợp "59".  Kể từ đó, người ta đã phát hiện ra thêm nhiều điều, và câu chuyện vẫn chưa kết thúc.

### Công thức và cấu trúc liên kết của Euler
Hai phát triển toán học hiện đại khác có ảnh hưởng sâu sắc đến lý thuyết đa diện.
Năm 1750, Leonhard Euler lần đầu tiên xem xét các cạnh của một hình đa diện, cho phép ông khám phá ra công thức đa diện của mình liên quan đến số đỉnh, cạnh và mặt. Điều này báo hiệu sự ra đời của tôpô, đôi khi được gọi là "hình học tấm cao su", và Henri Poincaré đã phát triển những ý tưởng cốt lõi của nó vào khoảng cuối thế kỷ XIX. Điều này cho phép nhiều vấn đề tồn tại về cái gì là hoặc không phải là một khối đa diện được giải quyết.
Max Brückner đã tóm tắt công việc về khối đa diện cho đến nay, bao gồm nhiều phát hiện của riêng ông, trong cuốn sách "Vielecke und Vielflache: Theorie und Geschichte" (Đa giác và khối đa diện: Lý thuyết và Lịch sử). Được xuất bản bằng tiếng Đức vào năm 1900, nó vẫn còn ít được biết đến.
Trong khi đó, việc khám phá ra các kích thước cao hơn đã dẫn đến ý tưởng về một khối đa diện như một ví dụ ba chiều của khối đa diện tổng quát hơn.

### Sự phục hưng của thế kỷ 20
Vào những năm đầu của thế kỷ XX, các nhà toán học đã chuyển sang và hình học ít được nghiên cứu. Phân tích của Coxeter trong Năm mươi chín Icosahedra đã giới thiệu những ý tưởng hiện đại từ lý thuyết đồ thị và tổ hợp vào việc nghiên cứu các khối đa diện, báo hiệu sự tái sinh của mối quan tâm đến hình học.
Bản thân Coxeter đã lần đầu tiên liệt kê các khối đa diện đều hình sao, coi các khối của mặt phẳng là khối đa diện, phát hiện ra khối đa diện xiên đều và phát triển lý thuyết về khối đa diện phức tạp lần đầu tiên được Shephard phát hiện ra vào năm 1952, cũng như làm cơ sở đóng góp cho nhiều lĩnh vực hình học khác.
Trong phần thứ hai của thế kỷ XX, Grünbaum đã xuất bản những công trình quan trọng trong hai lĩnh vực. Một là trong các khối đa diện lồi, nơi ông ghi nhận xu hướng của các nhà toán học là định nghĩa một "khối đa diện" theo những cách khác nhau và đôi khi không tương thích để phù hợp với nhu cầu của thời điểm này. Bài báo còn lại là một loạt các bài báo mở rộng định nghĩa được chấp nhận về một khối đa diện, chẳng hạn như khám phá ra nhiều khối đa diện đều mới. Vào cuối thế kỷ 20, những ý tưởng sau này đã hợp nhất với các nghiên cứu khác về phức hệ số để tạo ra ý tưởng hiện đại về một khối đa diện trừu tượng (như một khối 3 đa diện trừu tượng), đáng chú ý được trình bày bởi McMullen và Schulte.